# YBC 7289

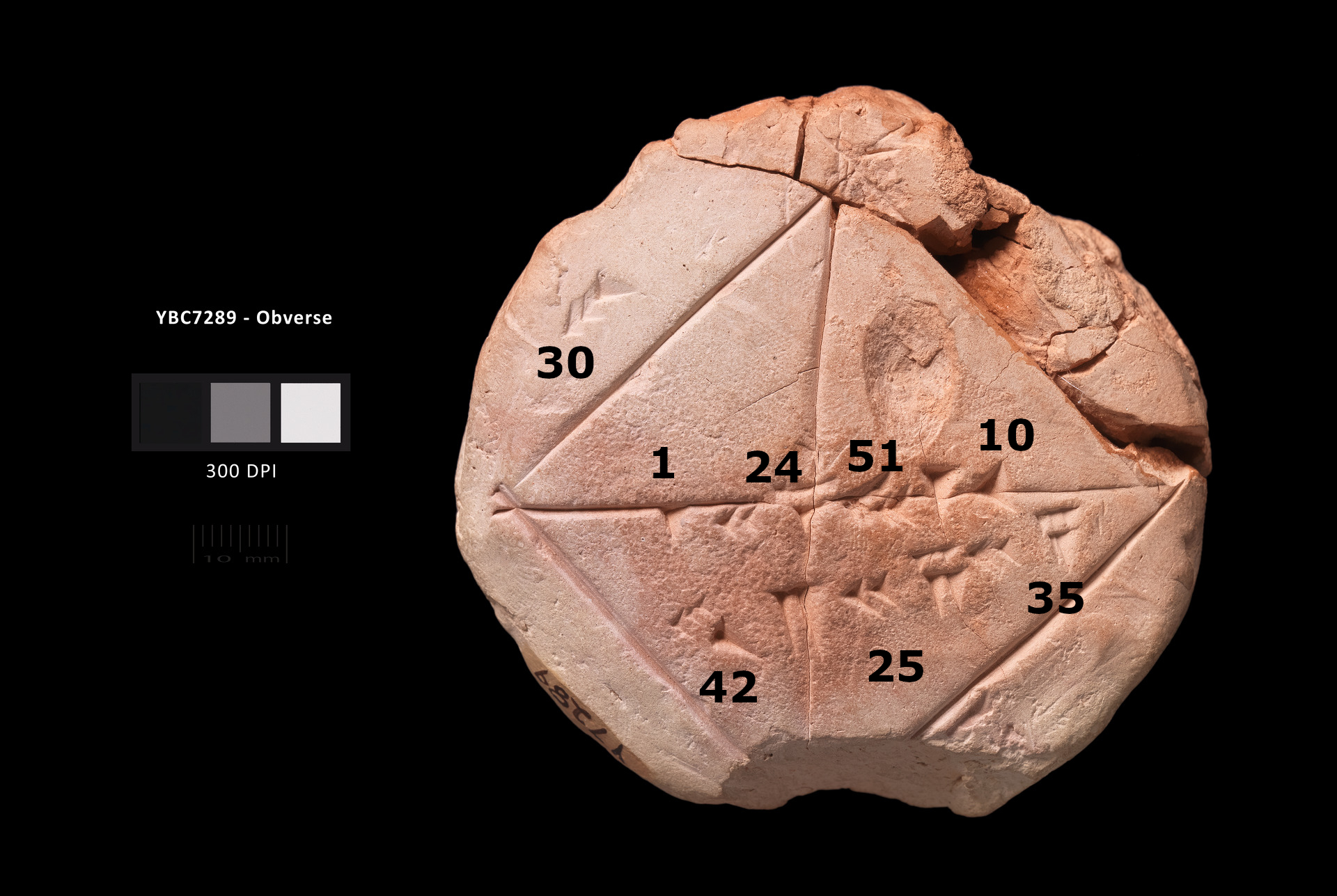
YBC 7289

YBC 7289是一片古巴比伦黏土板，其上以六十進制記載了單位正方形的對角線長{\displaystyle {\sqrt {2}}}的準確估計值，所以備受關注。这个六十进制近似数换算成十进制相当于估算{\displaystyle {\sqrt {2}}}到六位有效数字，这个近似数被称为“古典世界中...目前已知估算精度最高的近似数”。 這片黏土板據信是一位南美索不達米亞地區的學生的作品，作成的時間大概在公元前18世紀到公元前17世紀，被J·P·摩根连同其它一些古巴比伦黏土板捐給耶魯大學收藏，“YBC”是收纳这件文物的耶魯-巴比倫典藏庫（英語：Yale Babylonian Collection）的名字缩写，“7289”是这件文物在其中的编号。

## 内容
黏土板上记有一个画着其两条对角线的正方形，正方形的一侧被标上了六十进制数字“30”，对角线被标上两个六十进制数字：
1. 第一个六十进制数{\textstyle 1;24,51,10}，转换为十进制表示是{\textstyle 1+{\frac {24}{60}}+{\frac {51}{60^{2}}}+{\frac {10}{60^{3}}}={\frac {305470}{216000}}\approx 1.414213}，这个数的估算误差小于两百万分之一[2]；
2. 第二个六十进制数是{\textstyle 42;25,35}，即十进制的{\textstyle 42+{\frac {25}{60}}+{\frac {35}{60^{2}}}=42.426}。这个数是上一给定数乘以30的积，即是对边长为30的正方形的对角线长的估算[2]。

因为巴比伦的六十进制计数法在进位方面并不明确，另一种解释是方形边长是{\textstyle {\frac {30}{60}}={\frac {1}{2}}}。这么解释的话，对角线上的数是{\textstyle {\frac {30547}{43200}}=0.70711}，即{\textstyle {\frac {1}{\sqrt {2}}}}的近似估计值，估计的误差也比二百万分一還小。
大卫·福勒和埃莉诺·罗宾逊如此写道，“這樣我們就有了一個藉幾何解釋的倒數對（英語：a reciprocal pair of numbers）...”。他們指出，儘管這種解釋在和倒數的關鍵性聯繫起來後，很吸引人，但仍应謹慎對待這一說法。
黏土板反面被部分抹掉了，但羅賓遜認為它記載了類似的題目，題目有關一個邊長和對角線長為勾股數{\displaystyle (3,4,5)}的矩形。

## 呈現形式
尽管YBC 7289經常以沿着对角线的方向示人 ，巴比倫人畫正方形時約定俗成，各邊水平豎直繪製，帶有數字的邊在圖頂部。這塊小黏土板渾圓的形狀和上面的大字體具有演算草稿的特徵，这种泥板特征很典型，是被用来协助演算困难问题的，学生在使用时可握于掌中。
這名學生好像是從另一塊黏土板上抄来了{\displaystyle {\sqrt {2}}}的六十进制值，但这个逐步的演算过程见于另一块巴比伦黏土板BM 96957 + VAT 6598上。
在1945年，奧托·紐格伯爾和亞伯拉罕·薩克斯最早發現泥板的數學意義。“這塊泥板呈现给我们古典时代全世界最高的计算精度”，精度相当于六位十进制有效数字。其它黏土板有關於计算六边形和七边形面积的，用到了{\displaystyle {\sqrt {3}}}这种更复杂的代数数的估算值。這樣精確的一個√3的估計可解釋，古埃及人在建設金字塔時計算各維度的尺寸時為何這麼準確。YBC 7289上所写的数字精度更高，所以很明確的是上記的各種代數數的近似值是一種尋常計算的結果，而不只是一個估計值。
托勒密在《天文学大成》一书中亦应用了巴比伦人對{\displaystyle {\sqrt {2}}}的六十進制{\displaystyle 1;24,51,10}估計值。托勒密沒說他的這個值是從哪裡來的，也許這個值當時已經是人盡皆知了。

## 黏土板的發掘和策展
現在已經無從考證YBC 7289從美索不达米亚的何处而來，但它的形状和书写风格像是美索不达米亚南部的，其作成时间作成的時間在公元前18世紀到公元前16世紀间。
1909年，耶鲁大学从巴比伦黏土板藏家J·P·摩根处获捐这些文物，從他宅邸運來的這些遺贈組成了耶鲁巴比伦典藏。
耶魯的文化遺產保育學院已經為泥板建立了數字模型，可用於3D打印。

## 來源
1. 1 2 3 4 5  Beery, Janet L.; Swetz, Frank J., , Convergence (Mathematical Association of America), July 2012, doi:10.4169/loci003889
2. 1 2 3 4 5 6 7 8 9  Fowler, David; Robson, Eleanor, , Historia Mathematica, 1998, 25 (4): 366–378, MR 1662496, doi:10.1006/hmat.1998.2209
3. ↑  Robson, Eleanor, , Katz, Victor J.  (编), , Princeton University Press: 143, 2007, ISBN 978-3-642-61910-6
4. ↑  Friberg, Jöran, , Sources and Studies in the History of Mathematics and Physical Sciences, Springer, New York: 211, 2007, ISBN 978-0-387-34543-7, MR 2333050, doi:10.1007/978-0-387-48977-3
5. ↑  Neugebauer, O.; Sachs, A. J., , American Oriental Series, American Oriental Society and the American Schools of Oriental Research, New Haven, Conn.: 43, 1945, MR 0016320
6. ↑  Rudman, Peter S., , Prometheus Books, Amherst, NY: 241, 2007, ISBN 978-1-59102-477-4, MR 2329364
7. 1 2  Neugebauer, O., , Springer-Verlag, New York-Heidelberg: 22–23, 1975, ISBN 978-3-642-61910-6, MR 0465672
8. ↑  Pedersen, Olaf, Jones, Alexander , 编, , Sources and Studies in the History of Mathematics and Physical Sciences, Springer: 57, 2011, ISBN 978-0-387-84826-6
9. 1 2  Lynch, Patrick, , Yale News, 2016-04-11  [2017-10-25], （原始内容存档于2017-03-31）
10. ↑  , Yale Institute for the Preservation of Cultural Heritage, 2016-01-16  [2017-10-25], （原始内容存档于2017-10-17）
11. ↑  Kwan, Alistair. . University of Auckland. 2019-04-20. doi:10.17608/k6.auckland.6114425.v1.